# Remmert Wielinga
Remmert Wielinga (Eindhoven, 27 aprile 1978) è un ex ciclista su strada olandese.

## Palmarès

### Strada
- 1999 (Dilettanti, una vittoria)

Campionati olandesi, Prova a cronometro Under-23
- 2000 (Dilettanti, una vittoria)

Campionati olandesi, Prova a cronometro Under-23
- 2003 (Bankgiroloterij, due vittorie)

Trofeo Calvia
4ª tappa Vuelta a Andalucía (Cabra > Jaén)
- 2006 (Quick Step-Innergetic, una vittoria)

Gran Premio di Chiasso

#### Altri successi
- 2002 (De Nardi-Pasta Montegrappa)

Classifica scalatori Uniqa Classic

## Piazzamenti

### Grandi Giri
- Giro d'Italia

2006: ritirato (5ª tappa)
- Tour de France

2003: ritirato (16ª tappa)

### Classiche monumento
- Giro di Lombardia

2003: ritirato

### Competizioni mondiali
- Campionati del mondo

Verona 1999 - Cronometro Under-23: 31º
Plouay 2000 - Cronometro Under-23: 22º
Plouay 2000 - In linea Under-23: 104º